# مطار ميانيانغ نانيجو
مطار ميانيانغ نانيجو (إياتا: MIG، إيكاو: ZUMY) يقع في مدينة ميانيانغ في جمهورية الصين الشعبية. افتتح المطار في 28 أبريل 2001، وهو ثاني أكبر مطار في سيتشوان بعد مطار تشنغدو شوانغليو الدولي. يستخدم المطار أيضًا لتدريب طياري جامعة الطيران المدني في الصين (كلية ميانيانغ للطيران).
صنف مطار ميانيانغ نانيجو في المرتبة السادسة والستون في الصين من حيث عدد الركاب عام 2011 وفقًا لإدارة الطيران المدني في الصين، حيث تعامل مع 622,816 راكب، وبلغ إجمالي حركة الطائرات (القادمة والمغادرة) 207,140 طائرة وقد بلغت كمية البضائع المنقولة عبر المطار 4,492 طن.

## شركات الطيران الوجهات
| شركـات طيـران            | الوجهات |
| ------------------------ | --- |
| طيران الصين              | مطار بكين العاصمة الدولي، مطار بكين داشينغ الدولي |
| خطوط العاصمة بكين الجوية | مطار هايكو ميلان الدولي، مطار نانجينغ الدولي |
| خطوط شرق الصين الجوية    | مطار حيفي شينكياو الدولي (تبدأ في 15 يوليو 2023)، مطار نانجينغ الدولي |
| خطوط جنوب الصين الجوية   | مطار داليان الدولي، مطار قوانغتشو باييون الدولي، مطار هيتشي جينجهينجيانغ، مطار غينغادو جياودونغ الدولي، مطار شانغهاي بودنغ الدولي، مطار شينزين باوان الدولي، مطار أورومتشي الدولي                               |
| China United Airlines    | مطار ونزهو يونجقيانج الدولي |
| Dalian Airlines          | مطار بكين العاصمة الدولي |
| خطوط هاينان الجوية       | مطار نانتشانغ تشانغبى الدولي، مطار تشوهاى سانزو |
| Hebei Airlines           | مطار هانغتشو شياوشان الدولي، مطار شيجياتشوانغ تشنغدينغ الدولي |
| خطوط لاكي الجوية         | مطار دالي، مطار جييانغ شاوشان، مطار كونمينغ جانغشوي الدولي، مطار نانينغ الدولي، مطار تيانجين الدولي |
| خطوط طيران أوكاي         | مطار تيانجين الدولي |
| خطوط شاندونغ الجوية      | مطار جينان الدولي، مطار ساني ليجيانغ، مطار يانتاي بينجلاي الدولي، مطار ينتشوان خه دونغ |
| خطوط شانغهاي الجوية      | مطار شانغهاي بودنغ الدولي |
| خطوط شينزين الجوية       | مطار حيفي شينكياو الدولي، مطار نانتونغ شينغ دونغ، مطار شينزين باوان الدولي، مطار ونزهو يونجقيانج الدولي |
| خطوط سيتشوان الجوية      | مطار هانغتشو شياوشان الدولي، مطار حيفي شينكياو الدولي، مطار لاسا الدولي، مطار نانجينغ الدولي، مطار سانيا فينيكس الدولي، مطار أورومتشي الدولي، مطار شيتشانغ تشينغشان، مطار شينينغ الدولي، مطار شيشوانغباننا غاسا |
| سبرينغ (شركة طيران)      | مطار نانتشانغ تشانغبى الدولي، مطار نينغبو ليش الدولي، مطار شانغهاي هونغكياو الدولي، مطار شانغهاي بودنغ الدولي، مطار شنيانغ الدولي، مطار شيجياتشوانغ تشنغدينغ الدولي، مطار يانغزهو تايزهو                        |
| خطوط سوبارنا الجوية      | مطار جينان الدولي |
| طيران التبت              | مطار لاسا الدولي، مطار نانتشانغ تشانغبى الدولي، مطار شينزين باوان الدولي، مطار ونزهو يونجقيانج الدولي |
| أورومتشي للطيران         | مطار هايكو ميلان الدولي، مطار أورومتشي الدولي |
| West Air ‏                | مطار تشونغتشينغ جيانغبى الدولي |
| خطوط زيامن الجوية        | مطار تشانغشا هوانغوا الدولي، مطار فوتشو تشانغله الدولي، مطار جينجيانغ تشيوانتشو، مطار ووهان الدولي، مطار شيامن قاوتشي الدولي                                                                                    |